# Аналітична філософія
Аналіти́чна філосо́фія — два пов'язані між собою напрями у філософії: логічний позитивізм та, як його суттєво видозмінене продовження, — лінгвістична філософія. Лінгвістичну філософію можна розглядати як певне відгалуження від логічного позитивізму, оскільки після її появи деякі з логічних позитивістів залишалися вірними основному духові логічного позитивізму. Хронологічні межі аналітичної філософії — початок 20-х — 60-ті роки XX ст.
У ширшому та вільнішому значенні висловом «аналітична філософія» позначають таку тенденцію сучасної філософії, в якій існує підвищена увага до способу висловлювання думки, до аналізу та уточнення значень і смислів. Одним із перших джерел логічного позитивізму стали філософські праці Рассела «Наше знання зовнішнього світу» та «Філософія логічного атомізму». Рассел, заперечивши ідеалістичну онтологію Бредлі (духовна єдність буття), прийняв плюралістичну онтологію: першоелементами всього існуючого в його онтології є різнорідні види буття — такі, як ознаки та відношення. Ці першоелементи доступні досліднику у вигляді «фактів»: Рассел не вважав їх ні ідеальними (суб'єктивними), ні матеріальними, а нейтральними. Тому свою концепцію він називав також терміном «нейтральний монізм». Другим засновником ідей логічного позитивізму був Людвіг Вітґенштейн, який у 1921 р. опублікував «Логіко-філософський трактат», що став своєрідною програмою для логічного позитивізму. Висловом «логічний позитивізм» у його вузькому значенні позначають філософію Віденського гуртка, який виник у Відні на початку 1920-х років, і до якого входили Карнап, Шлік, Нейрат, Фейгль та Вайсман. Висловом «лінгвістична філософія» позначають досить широкий філософський рух, започаткований у 30-х роках, основними центрами якого стали Кембридж та Оксфорд.
Лінгвістичну філософію переважно вважають варіантом аналітичної філософії (хоча іноді її протиставляють аналітичній філософії, звужуючи поняття останньої до традиції логічного позитивізму). Засновником лінгвістичної філософії вважають «пізнього» Вітґенштайна, який переглянув свою філософську концепцію, сформульовану в «Логіко-філософському трактаті», і обґрунтував принципово відмінну від попередньої філософську концепцію. У розробці своїх нових ідей він зазнав деякого впливу «неореалізм» Мура, що ґрунтувався на реабілітації «здорового глузду». У цій праці зазнає принципового перегляду теорія значення і ставлення до повсякденної мови. Суть нової концепції полягала в тому, що значення не є предметом (як було прийнято в концепції іменування), а способом застосування висловів. Вітгенштайн, розрізняючи (слідом за Сосюром) мову і мовлення, показував це на прикладі гри в шахи: правила гри в шахи — це мова, а ті партії, які розігрують гравці, — мовлення. Звичайно, самі правила виникли в процесі гри і в результаті домовленості щодо правил використання фігур, але позаяк вони виникли, то з'явилася й різниця між самими правилами і їх використанням. Розуміння значення як способу застосування означало принципову зміну у філософській семантиці — перехід від так званої «реалістичної» семантики до прагматичної. У семіотиці прагматика, таким чином, мала включати також семантику. З цього погляду відкидалися деякі з принципів логічного позитивізму — передусім емпіричний фундаменталізм разом з принципом емпіричної верифікації. Метафізика та філософія ставали одним із можливих видів мовних ігор. Звичайна мова, відтак, більше не оцінювалась як недосконала (у порівнянні з штучною символічною мовою, пристосованою для логіки і математики). Оскільки первинною мовою була безперечно звичайна мова (адже штучні спеціальні мови виникли на її основі), то шляхом для з'ясування значення тих чи тих термінів може бути з'ясування тих первинних значень повсякденної мови, на основі яких був введений певний термін. Значення того чи того терміна потрібно розглядати з погляду історії його використання. Це пояснює те місце, яке в лінгвістичній філософії зайняла повсякденна мова та аналіз повсякденного застосування висловів для виявлення (часто прихованих, неусвідомлених) значень. Тому лінгвістична філософія має ще іншу паралельну назву — «філософія звичайної мови».